# Aida Fernández Ríos
Aida Fernández Ríos, née le 4 mars 1947 et morte le 22 décembre 2015, est une climatologue, biologiste marine et professeure à l'Instituto de Investigaciones Marinas (IIM) en Espagne. Elle s'est spécialisée dans l'étude de l'océan Atlantique. Elle a dirigé le Conseil national espagnol de la recherche (CSIC) et fut également membre de l'Académie royale des sciences de Galice (RAGC).

## Biographie
Fernández Ríos commence ses travaux de recherche en biologie marine en 1972 quand elle a commencé son travail au sein de l'Instituto de Investigaciones Pesqueras (IIP) en Uruguay. Elle obtient son doctorat en biologie en 1992 à l'Université de Saint-Jacques-de-Compostelle. De 2006 à 2011, Fernández Ríos dirige le Conseil national espagnol de la recherche. Elle conduit également un comité du programme international géosphère-biosphère concentré sur l'étude du changement climatique de 2005 à 2011. Elle est introduite à l'Académie royale des sciences de Galice le 6 juin 2015, où elle prononce son discours inaugural sur l'acidité croissante de l'océan Atlantique due au dioxyde de carbone intitulé « Acidification de la mer : une conséquence des émissions de CO2 ».
Fernández Ríos décède dans un accident de voiture à Moaña en Espagne, le 22 décembre 2015,.

## Recherche
Fernández Ríos est considérée comme « l'une des principales expertes européennes » travaillant sur la relation entre les émissions de dioxyde de carbone et l'acidité des océans; elle étudie également la profondeur de l'océan à laquelle de tels changements de pH se produisent. Grâce à son travail, Fernández Ríos fait valoir que les observations d'acidité accrue dans l'océan Atlantique s'expliquent par des changements dans l'accumulation de dioxyde de carbone produit par l'activité humaine plutôt que par des sources naturelles,.